# Биро, Ласло
Ла́сло Йо́зеф Би́ро (венг. Bíró László József, исп. Ladislao José Biro; 29 сентября 1899 года, Будапешт — 24 октября 1985 года, Буэнос-Айрес) — журналист и изобретатель современной шариковой ручки (1931).

## Биография
Родился в еврейской семье. Его отец Мозеш Матьяш Швайгер (венг. Schweiger Mózes Mátyás) в соответствии с политикой мадьяризации уже после рождения сына сменил фамилию на Биро. Решив стать продолжателем династии стоматологов, поступил в медицинский институт. Потом поступил на работу в нефтяную компанию и увлёкся автогонками. Разработал автоматическую коробку передач и продал патент на неё компании General Motors.
С 1938 года жил в Париже, с 1940 года — в Аргентине.
Биро работал журналистом, а также его интересовала живопись.
Когда он заметил, что чернила, использующиеся при печати газет, сохнут быстрее и не оставляют пятен, он попытался использовать эти чернила в перьевой ручке, но это у него не вышло, так как они были слишком густые. В совместной работе со своим братом Георгием (Дьёрдем), который был химиком, Биро придумал новый тип ручек, использующих шарик, который при движении ручки по поверхности вращался и переносил чернила на лист.
Биро запатентовал шариковую ручку сначала в Венгрии, а затем в Аргентине (получил патент 10 июня 1943 года).

## Интересные факты
- Принцип действия шариковой ручки был запатентован в США в 1888 году Джоном Лаудом (англ.).
- В день рождения Ласло Биро Аргентина празднует «День изобретателя».
- В честь Ласло шариковые ручки в Аргентине называют «бироме».
- В честь Ласло шариковая ручка на английском языке называется biro.